# Saffron Walden
Saffron Walden è una cittadina di 15 095 abitanti della contea dell'Essex, in Inghilterra.